# Jaworowy (Beskid Morawsko-Śląski)
Jaworowy, Wielki Jaworowy (cz. Javorový vrch, niem. Jaworowy, w okresie II wojny światowej Ahornberg; 1032 m n.p.m.) – szczyt górski w Beskidzie Morawsko-Śląskim w Czechach, w pobliżu Trzyńca.
Z rzadko porośniętego szczytu rozciąga się panorama na polskie Beskidy oraz w kierunku słowackich Tatr.
Poniżej głównego szczytu, na Małym Jaworowym (946 m n.p.m.) znajduje się schronisko (Chata Javorový), którego początki sięgają 1895 – wówczas organizacja Beskidenverein wybudowała tu swój pierwszy obiekt tego typu (i prawdopodobnie w całych Beskidach Zachodnich) pod nazwą Erzherzog-Friedrich-Schutzhaus, Schutzhaus am Jaworowy. Patronem został arcyksiążę Fryderyk Habsburg, ówczesny książę cieszyński, przyjaciel i mecenas niemieckiej organizacji turystycznej. W schronisku można było nocować w pokojach 2 i 6-łóżkowych, a na gości czekała restauracja mogąca pomieścić 90 osób. Schronisko istnieje do dziś. W 1930 roku kilkadziesiąt metrów niżej wybudowano prywatny pensjonat wykupiony następnie przez Klub Czechosłowackich Turystów, który zamienił go w schronisko. Obiekt spłonął w 1945 roku
W pobliżu schroniska znajduje się kompleks narciarski, około 40 metrowy nadajnik telewizyjny oraz stacja pogotowia górskiego. Kompleks ten jest doskonale widoczny z wielu szczytów Beskidu Śląskiego oraz z kilku śląskich miast np. Wodzisławia, dzięki czemu szczyt ten można łatwo zidentyfikować.
Szczyt jest miejscem zbiegu licznych szlaków turystycznych oraz tras rowerowych.
Szlaki turystyczne z Małego Jaworowego:
  – Wielki Jaworowy – 1,5 km.
  – Ropica – 5 km.
  – Oldrzychowice – 3,5 km.
  – Rzeka – 7,5 km.
  – Ostry schronisko – 7 km.
Przy schronisku swoją placówkę ma Horská služba ČR.